# Бродяги (фильм, 1960)

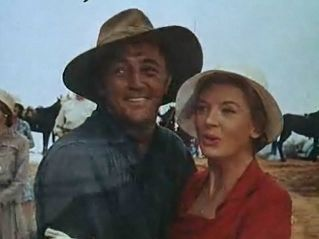

«Бродяги» (иногда — «На закате дня», англ. The Sundowners) — фильм американского режиссёра Фреда Циннемана по мотивам одноимённой новеллы Джона Клири о жизни скромной семьи фермеров в австралийской глубинке. Картина 17 раз была номинирована на престижные международные награды, из которых 5 раз добивалась успеха.

## Сюжет
Австралиец ирландского происхождения Пэдд Кармоди (Митчем) со своей женой Идой (Керр) и сыном Шоном (Андерсон) перегоняют большое стадо овец по отдалённым малонаселённым районам Австралии. Главу семьи устраивает жизнь странника, но его домочадцы мечтают об оседлом быте. Во время одного из переходов они встречают англичанина Руперта Веннекера (Устинов) и вместе с ним отправляются в ближайший город Кандвилл, где должны передать животных. По дороге они чуть не погибают во время сильного лесного пожара.
Хозяйка одного из баров города, миссис Ферт (Джонс), увлекается Рупертом, но того, как и Пэдда, не устраивает тихая жизнь на одном месте. Ида уговаривает мужа провести в Кандвилле некоторое время: она устраивается на работу поваром, а он — стригалём. Ида наслаждается обществом окружающих людей, общением с другими женщинами. Семье удаётся скопить немного денег: Пэдд считается одним из лучших мастеров по стрижке овец. Но однажды он неосмотрительно заключает пари с приезжим невзрачным, но жилистым стариком. Тот оказывается мастерским стригалём и достаточно легко обыгрывает Пэдда, который в результате теряет все накопления.
Очередной сомнительной затеей главного героя становится игра ту-ап (близкий аналог русской «орлянки») в баре местной гостиницы. Ему неожиданно везёт, и он не только зарабатывает хорошие деньги, но и выигрывает породистого скакуна — мечту всей жизни. Он недолго тренирует своего сына в качестве жокея и выставляет коня, названного Бродягой, на ближайших местных скачках. Бродяга под седлом Шона приходит первым. Ида уговаривает мужа купить ферму на вырученные деньги. Пэдд отправляется совершить сделку, но уже к вечеру возвращается ни с чем, проиграв всё в ту-ап. Мужчина испытывает угрызения совести, он решает продать коня, но Бродягу готовы купить только после ещё одной победы.
На ближайших скачках Шон вновь выигрывает, но его дисквалифицируют за нарушение правил при обгоне одного из участников. Сделка срывается. Неудачи сплачивают семью. Ида прощает мужа, все вместе они полны решимости однажды заработать средства на покупку собственной фермы.

## В ролях
- Дебора Керр — Ида Кармоди
- Роберт Митчем — Пэдд Кармоди
- Питер Устинов — Руперт Веннекер
- Глинис Джонс — миссис Ферт
- Дина Мэрилл — Джин Халстед
- Джон Мейллон — Блуи Браун
- Чипс Рафферти — Куинлан
- Рэй Барретт — мужчина в пабе (в титрах не указан)

## Награды
- 1960 — награда Национального совета кинокритиков США лучшему актёру (Митчем).
- 1960 — премия New York Film Critics Circle за лучшую женскую роль (Керр).
- 1961 — 5 номинаций на премию Оскар: за лучший фильм, лучшую женскую роль (Керр), лучшую женскую роль второго плана (Джонс), лучшую режиссуру, лучший адаптированный сценарий.
- 1961 — Золотой глобус (специальный приз жюри); номинация за лучшую режиссуру.
- 1962 — 3 номинации на премию BAFTA: за лучшую женскую роль (Керр), лучший фильм и лучший британский фильм.

## Критика
Обозреватель The New York Times, свидетель премьеры в конце 1960 года, считает, что появление подобного семейного фильма незадолго до Рождества не случайно: «Персонажи изобилуют свежестью, открытостью и жизненной силой. Сцены действия полны динамикой — перегон овец, их стрижка, скачки лошадей на безграничных просторах. Сцены личностных отношений — глубиной и откровенностью, какими они и должны быть между хорошими и тонко чувствующими людьми».
В более поздней рецензии кинокритик Эмануэль Леви с одной стороны называет фильм качественным и по-хорошему сентиментальным, а с другой — скучным и снисходительным к зрителю. По его мнению Циннеман снял фильм профессионально, но без внутренней энергии. Излишнюю затянутость ленты отмечает и обозреватель журнала Time Out.